# JB Christoffersson
Janne JB Christoffersson es un cantante y guitarrista sueco, miembro actual de las bandas Spiritual Beggars (stoner rock ) y Grand Magus (stoner rock/heavy metal). En Spiritual Beggars no utiliza ningún instrumento, recayendo el peso de la guitarra sobre Michael Amott (miembro y fundador del grupo, además de guitarrista de Arch Enemy), mientras que en Grand Magus es vocalista y guitarrista al mismo tiempo.

## Voz
"JB" Christoffersson se caracteriza por su rango de voz, muy grave (Black Hole - Grand Magus) y, en ocasiones, rasgada, pero con una gran capacidad para subir y bajar tonos, así como para mantenerla durante largos periodos de tiempo (I Am The North - Iron Will). Mientras que en los primeros álbumes de Grand Magus, Grand Magus y Monument, tanto sus letras como su voz se caracterizaban por ser oscuras y graves, en su trabajo Iron Will esto ha cambiado. En este trabajo "JB" demuestra su potencial como cantante saliendo de sus rangos habituales. Las canciones, más rápidas, cambiantes y animadas, dejan entrever la evolución que han sufrido no sólo Grand Magus como grupo, sino el propio "JB" como cantante.

## Temática de sus composiciones
Las letras que escribe para Grand Magus (para Spiritual Beggars es Michael Amott el que se encarga de escribirlas) suelen ser de temática nórdica, así como las composiciones con la guitarra.

## Grupos
- Cardinal Fang
- Grand Magus (actualidad)
- Spiritual Beggars